# 川南村 (福島県)
川南村（かわなみむら）は福島県北会津郡にあった村。現在の会津若松市北会津町南部にあたる。

## 地理
- 河川：阿賀川

## 歴史
- 1889年（明治22年）4月1日 - 町村制の施行により、古舘村、上米塚村、上荒井新田村、宮木村、麻島村、柏原村、下米塚村の区域をもって発足。
- 1956年（昭和31年）5月1日 - 荒舘村と合併して北会津村が発足。同日川南村廃止。
- 2004年（平成16年）11月1日 - 北会津村が会津若松市に編入。

## 交通

### 鉄道路線
- 日本国有鉄道
  - 会津線（現・只見線）
    - 会津本郷駅

## 現在の町名
北会津町大島、北会津町柏原、北会津町金屋、北会津町上米塚、北会津町北後庵、北会津町小松、北会津町三本松（一部）、北会津町下野、北会津町下米塚、北会津町新在家、北会津町西麻生、北会津町西後庵、北会津町東小松、北会津町古麻生、北会津町古舘、北会津町松野、北会津町水季の里、北会津町両堂